# Vendelín
Vendelín je mužské křestní jméno německého původu – obvykle se považuje za odvozeninu ze slova Wende, což je označení pro Polabského Slovana, nebo obdobu jména Václav.
Vendelín se může vykládat jako zdrobnělina jména Vendelmar, což může znamenat Vandal.
Podle českého kalendáře má svátek 20. října.

## Statistické údaje
Následující tabulka uvádí četnost jména v ČR a pořadí mezi mužskými jmény ve srovnání dvou roků, pro které jsou dostupné údaje MV ČR – lze z ní tedy vysledovat trend v užívání tohoto jména:
| Rok       | Četnost   | Pořadí    |
| 1999      | 288       | 252.      |
| 2002      | 266       | 262.      |
| Porovnání | o 22 méně | o 10 hůře |
| 2006      | 253       | 332.      |

Změna procentního zastoupení tohoto jména mezi žijícími muži v ČR (tj. procentní změna se započítáním celkového úbytku mužů v ČR za sledované tři roky 1999–2002) je -7,0 %, což svědčí o značném poklesu obliby tohoto jména v daném období. Poté však došlo ke zlomu a jméno opět nabírá na popularitě. Od roku 2010 do roku 2016 počet nositelů jména vzrostl takřka o polovinu (z 281 na 418) – nárůst +48,7 %.

## Známí nositelé jména
- Svatý Vendelín
- Vendelín Bajza – fiktivní postava z románu Bylo nás pět a stejnojmenného seriálu
- Vendelín Budil – český herec a režisér
- Vendelín Opatrný – český voják II. světové války
- Vendelín Zdrůbecký – český sochař
- Vendelín Zboroň – český římskokatolický kněz
- Vendelín Kulich – uzenář, autor salámu Poličan a Vysočina.
- Vendelín Nademlejnský – fiktivní postava z filmu Ať žijí duchové